# Korshinskya
Korshinskya là chi thực vật có hoa trong họ Apiaceae.